# Низ (Чагодощенский район)
Низ — деревня в Чагодощенском районе Вологодской области.
Входит в состав Мегринского сельского поселения, с точки зрения административно-территориального деления — в Мегринский сельсовет.
Расположена на левом берегу реки Внина. Расстояние по автодороге до районного центра Чагоды — 33 км, до центра муниципального образования деревни Мегрино — 15 км. Ближайшие населённые пункты — Львов Двор, Осипово, Середка.
По переписи 2002 года население — 33 человека (18 мужчин, 15 женщин). Всё население — русские.